# Пролетарский (Тульская область)
Пролетарский — опустевший поселок в Воловском районе Тульской области в составе Турдейского сельского поселения.

## География
Поселок станции находится в юго-восточной части Тульской области на расстоянии приблизительно 27 км на юг-юго-восток по прямой от поселка Волово, административного центра района.

## История
Отмечен был на карте конца 1930-х годов совхоз Сафоново. По состоянию на 2020 год представляет собой урочище.

## Население
Постоянное население не было учтено как в 2002 году, так и в 2010.